# Resolutie 2148 Veiligheidsraad Verenigde Naties
Resolutie 2148 van de Veiligheidsraad van de Verenigde Naties werd op 3 april 2014 unaniem door de VN-Veiligheidsraad aangenomen. De resolutie stemde in met de herziene prioriteiten van de UNAMID-vredesmacht die in de Soedanese regio Darfur actief was, zoals deze waren voorgesteld in een rapport van de secretaris-generaal.

## Achtergrond
Al in de jaren 1950 was het zwarte zuiden van Soedan in opstand gekomen tegen het overheersende Arabische noorden. De vondst van aardolie in het zuiden maakte het conflict er enkel maar moeilijker op. In 2002 kwam er een staakt-het-vuren en werden afspraken gemaakt over de verdeling van de olie-inkomsten. Verschillende rebellengroepen waren hiermee niet tevreden en in 2003 ontstond het conflict in Darfur tussen deze rebellen en de door de regering gesteunde janjaweed-milities. Die laatsten gingen over tot etnische zuiveringen en in de volgende jaren werden in Darfur grove mensenrechtenschendingen gepleegd waardoor miljoenen mensen op de vlucht sloegen.

## Inhoud
In het jaar 2013 was de veiligheid in Darfur er flink op achteruit gegaan door de gevechten tussen het regeringsleger en rebellengroepen. Daarbij waren ook paramilitaire eenheden en stammenmilities. De bevolking betaalde hiervan het gelag. Het aantal vluchtelingen en de nood aan humanitaire hulp waren sterk gestegen. Hulpverleners konden de meeste mensen bereiken, maar in de gebieden waar gevochten werd werd hun door de Soedanese overheid de toegang  ontzegd. Men was ook bezorgd over berichten dat het geweld in Darfur sinds februari 2014 ontspoorde.
De partijen werden gehouden aan de uitvoering van het Doha-document voor Vrede in Darfur uit 2011 als basis voor het vredesproces. Er was echter nog steeds geen politiek akkoord tussen de regering en de rebellen en de uitvoering stokte, wat ook de UNAMID-vredesmacht voor problemen stelde. Daarnaast hadden een aantal contingenten van de missie ernstige tekortkomingen in capaciteit en was er nood aan betere coördinatie en integratie, ook met het VN-landenteam. Ook de medewerking van de Soedanese overheid bleef ondanks verbetering ondermaats.
Om die problemen het hoofd te bieden had de secretaris-generaal een rapport met aanbevelingen opgesteld. De strategische prioriteiten van UNAMID werden als volgt herzien:
- Het beschermen van de bevolking,
- Hulp bij de levering van noodhulp en bescherming van hulpverleners,
- Bemiddeling tussen de Soedanese overheid en rebellengroepen die het Doha-document niet ondertekend hadden,
- Bemiddeling in het communautaire conflict in Darfur; onder meer met maatregelen om de oorzaken aan te pakken.

De secretaris-generaal had onder meer voorgesteld het politiecomponent drastisch in te krimpen om het effectiever te maken. Hem werd gevraagd de aanpassingen verder uit te werken in zijn volgende driemaandelijkse rapport. Ook werden de lidstaten gevraagd om meer broodnodige helikopters bij te dragen aan de vredesmacht.

## Verwante resoluties
- Resolutie 2126 Veiligheidsraad Verenigde Naties (2013)
- Resolutie 2138 Veiligheidsraad Verenigde Naties
- Resolutie 2173 Veiligheidsraad Verenigde Naties
- Resolutie 2200 Veiligheidsraad Verenigde Naties (2015)

Lijst ·  2133 ·  2134 ·  2135 ·  2136 ·  2137 ·  2138 ·  2139 ·  2140 ·  2141 ·  2142 ·  2143 ·  2144 ·  2145 ·  2146 ·  2147 ·  2148 ·  2149 ·  2150 ·  2151 ·  2152 ·  2153 ·  2154 ·  2155 ·  2156 ·  2157 ·  2158 ·  2159 ·  2160 ·  2161 ·  2162 ·  2163 ·  2164 ·  2165 ·  2166 ·  2167 ·  2168 ·  2169 ·  2170 ·  2171 ·  2172 ·  2173 ·  2174 ·  2175 ·  2176 ·  2177 ·  2178 ·  2179 ·  2180 ·  2181 ·  2182 ·  2183 ·  2184 ·  2185 ·  2186 ·  2187 ·  2188 ·  2189 ·  2190 ·  2191 ·  2192 ·  2193 ·  2194 ·  2195